# Asarum kinoshitae
Asarum kinoshitae là một loài thực vật có hoa trong họ Aristolochiaceae. Loài này được (F.Maek. ex Kinosh.) T.Sugaw. mô tả khoa học đầu tiên năm 2006.